# Olympische Winterspiele 2018/Teilnehmer (Südafrika)
| Gelbes Symbol für Goldmedaillen mit stilisierten Olympischen Ringen | Graues Symbol für Silbermedaillen mit stilisierten Olympischen Ringen | Braundes Symbol für Bronzemedaillen mit stilisierten Olympischen Ringen |
| ------------------------------------------------------------------- | --------------------------------------------------------------------- | ----------------------------------------------------------------------- |
| —                                                                   | —                                                                     | —                                                                       |

Südafrika nahm bei den Olympischen Winterspielen 2018 in Pyeongchang mit einem Athleten im Ski Alpin teil. Connor Wilson war bei der Eröffnungsfeier auch der Fahnenträger.

## Teilnehmer nach Sportarten

### Ski Alpin
| Athleten      | Wettbewerbe  | 1. Lauf | 2. Lauf       | Gesamt        | Gesamt        |
| Athleten      | Wettbewerbe  | Zeit    | Zeit          | Zeit          | Rang          |
| ------------- | ------------ | ------- | ------------- | ------------- | ------------- |
| Männer        |              |         |               |               |               |
| Connor Wilson | Riesenslalom | DNF     | ausgeschieden | ausgeschieden | ausgeschieden |
| Connor Wilson | Slalom       | DNF     | ausgeschieden | ausgeschieden | ausgeschieden |